# Sankt Stefan ob Stainz
Sankt Stefan ob Stainz es una localidad del distrito de Deutschlandsberg, en el estado de Estiria, Austria, con una población estimada a principio del año 2018 de 3571 habitantes. 
Se encuentra ubicada al sur del estado, cerca de la frontera con Eslovenia, y al sur de Graz —la capital del estado—.